# Mykola Lysenko

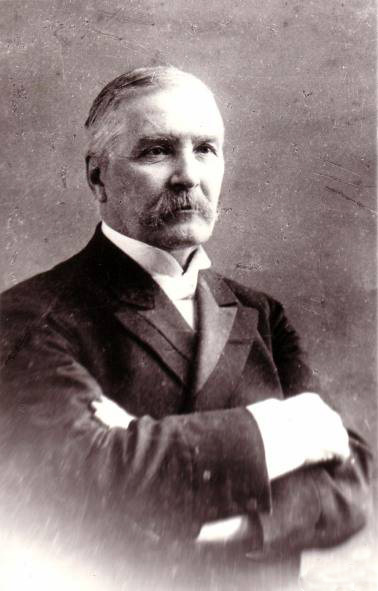
Mykola Lysenko

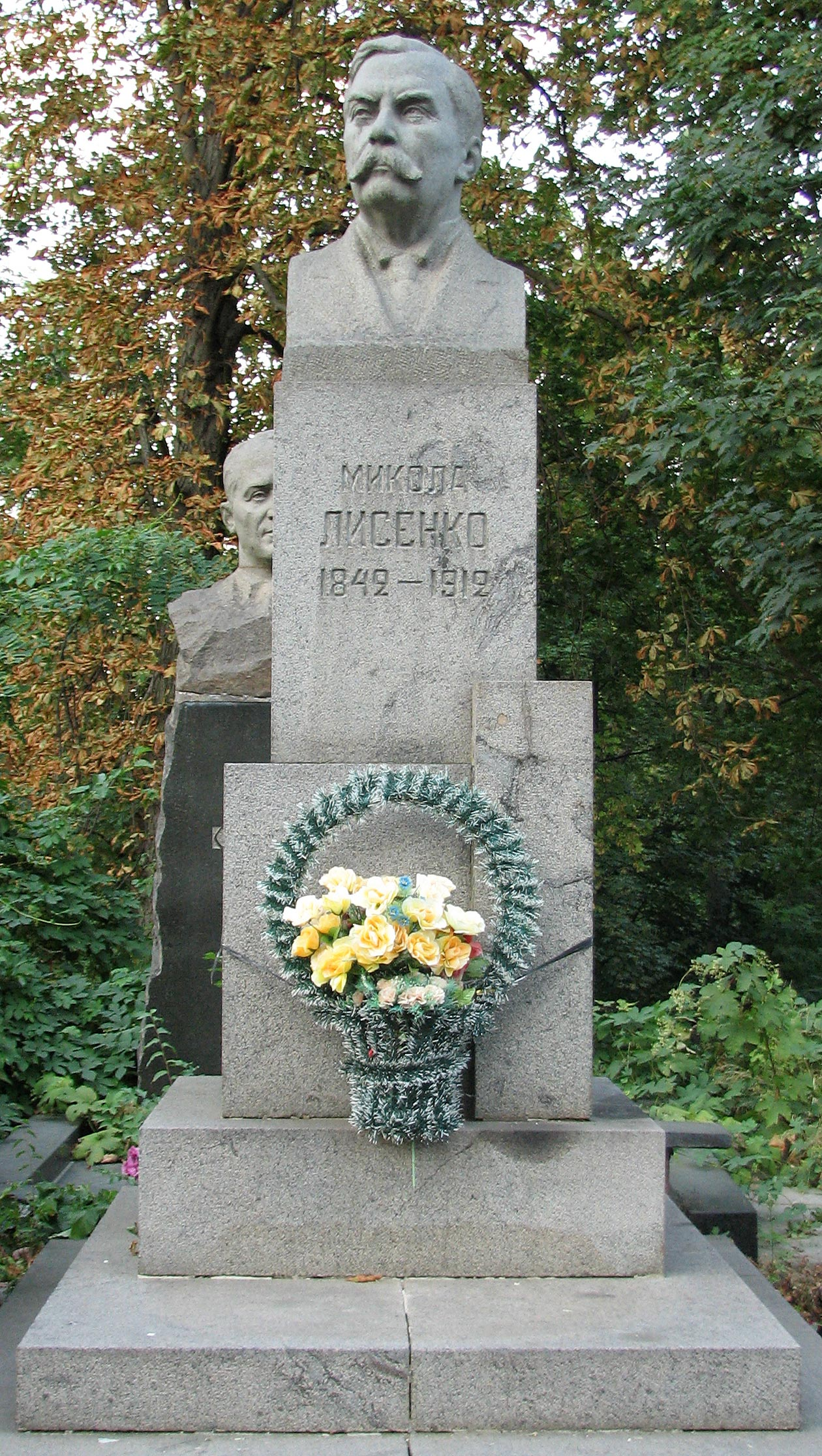
Hrob na hřbitově Bajkove v Kyjevě

Mykola Vitalijovyč Lysenko, ukrajinsky Микола Віталійович Лисенко (22. březen 1842, Hrynky, dnes Poltavská oblast – 6. listopad 1912) byl ukrajinský hudební skladatel, pianista a dirigent, sběratel a vydavatel lidových písní.

## Život
V mládí ho silně ovlivnila ukrajinská lidová hudba a poezie Tarase Ševčenka. Lysenko byl takovým Ševčenkovým obdivovatelem, že když bylo básníkovo mrtvé tělo převezeno na Ukrajinu, Lysenko byl jedním z těch, kteří nesli rakev.
Sbíral lidové písně a vydal je v sedmi svazcích. Velkým zdrojem těchto písní byl pro Lysenka zejména hráč na kobze (lidový strunný nástroj) Ostap Veresaj (Остап Микитович Вересай). Po něm později Lysenko pojmenoval i svého syna.
Lysenko nejprve studoval biologii na univerzitě v Charkově. Byl členem řady ukrajinských studentských spolků a církevních sborů. Ukrajinská lidová hudba se stala jeho vášní a začal s etnografickou prací sběru a studia ukrajinských lidových písní, která pokračovala po celý jeho život.
Později však získal stipendium Ruské hudební společnosti a začal studovat hudbu na Lipské konzervatoři. Vrátil se však z Lipska paradoxně s přesvědčením, že kopírovat západní klasickou hudbu nemá smysl, a že se musí napojit spíše na původní, lidové, ukrajinské zdroje. To však vedlo ke sporům s carskou politikou (Ukrajina byla tehdy součástí Ruské říše), která v té době potlačovala užívání ukrajinského jazyka (tajný carský dekret Emžský dekret, ru. Эмский указ). Lysenko proti rusizaci cíleně bojoval, nikdy netvořil na ruská libreta a ani nenechal svá díla překládat do ruštiny. To také vedlo k tomu, že jeho opera Taras Bulba nebyla uvedena v Moskvě, ačkoli z ní byl Petr Iljič Čajkovskij nadšený a velmi o její uvedení v Moskvě stál. V 70. letech Lysenko nicméně studoval u ruského skladatele Nikolaje Rimského-Korsakova v Petrohradě.
Roku 1905 podporoval revoluci, za což byl v roce 1907 krátce vězněn. Roku 1908 spoluzaložil a následně vedl národně orientovanou organizaci Ukrajinský klub (Український клуб), jejímiž členy byla i Lesja Ukrajinka či Maxym Rylskyj (Максим Тадейович Рильський).

## Dílo

### Opery
Prvním Lysenkovým hudebně-dramatickým dílem byli Černomořci, opereta o třech dějstvích. Libreto připravil Mychajlo Petrovyč Staryckyj, Lysenkův švagr, dle populárního národopisného vaudevillu Čornomorskyj pobyt na Kubani, jehož autorem byl spisovatel, přítel Tarase Ševčenka a současně ataman Černomořského kozáckého vojska Jakiv Gerasymovyč Kucharenko. Lysenko dílo vytvořil roku 1872 pro kyjevský amatérský ukrajinskojazyčný divadelní spolek, v jehož čele byl spolu se Staryckým.
Vánoční noc (Різдвяна ніч) již je označována za operu, lyricko-komickou. Autor ji také nazýval opera-koleda. Má čtyři dějství a pět obrazů. Libreto podle povídky Nikolaje Vasiljeviče Gogola Štědrovečerní noc napsal opět Staryckyj. Dnes je považována za první ukrajinskou operu. (Někdy je tak označován Záporožec za Dunajem Hulaka-Artemovského z roku 1863, ten má však libreto ruskojazyčné.) Děj líčí nejrůznější lidové rituály a zvyklosti, které hudba podmalovává. Velká role je přidělena sboru, který se stává téměř hlavní postavou opery. Oproti předloze získala velký význam postava záporožského kozáka Pacjuka, který se z líného nenasyty stal významným hybatelem děje. Tento dramaturgický krok měl samozřejmě nacionální význam. Původní verze byla operetní, později Lysenko tvar přivedl spíše k opeře. Hrála se však za Lysenkova života jen párkrát, kvůli tzv. Emžskému nařízení, které zakazovalo používání ukrajinštiny v divadle.
I lyricko-fantastickou operu Utonulá (Утоплена) Lysenko vytvořil ve spolupráci se Staryckým a podle Gogolovy povídky, tentokrát Májové noci ze sbírky Večery na samotě u Dikaňky. I tentokrát mají melodie základ v ukrajinské lidové hudbě.
K nejznámějším dílům patří Drzá koza (Коза-дереза), dětská opera, jež vznikla v roce 1888 pro potřeby skladatelovy vlastní rodiny. Libreto napsala básnířka Ljudmyla Oleksiivna Vasylevska-Berezina, tvořící pod pseudonymem Dniprova Čajka. Námětem byla známá ukrajinské pohádka. Režisérkou, choreografkou a kostymérkou prvního představení (v Lysenkově rodinném kruhu) byla mladá básnířka Lesja Ukrajinka. Opera trvá asi 20 minut a stala se za skladatelova života jeho nejhranější operou. Na Ukrajině i v Rusku je součást hudební výchovy na školách.
Natalka Poltavka (Наталка Полтавка) je opera s mluvenými dialogy (někdy proto označována za operetu), kterou Lysenko a Staryckyj připravili na námět tradiční vaudevillové zpěvohry z roku 1819. Její vznik inicioval herec Mykola Sadovskyj, který roku 1888 založil divadelní společnost a požádal Mykolu Lysenka o nové hudební zpracování staré látky. Lysenko dílo značně rozšířil o rozsáhlou předehru, dodal dvě mezihry mezi první a druhé dějství a přidal celé druhé a třetí dějství.
Další dětskou operou byl Pan Kocký (Пан Коцький). Libreto znovu psala Dniprova Čajka. Opera vznikla roku 1891. Má prvně v Lysenkově díle satirický nádech: pan Kocký je líný a nadutý představitel vyšší třídy. I proto narazil Pan Kocký u carské cenzury. Po časopiseckém vydání roku 1891 petrohradský tiskový dohled zamítl roku 1895 a opět roku 1903 skladatelovu žádost o povolení knižního vydání. První regulérní vydání tak připravilo až kyjevské vydavatelství Mystectvo roku 1945.
Poslední ze tří Lysenkových dětských oper je Zima a jaro aneb Sněhová královna (Зима і Весна, або Снігова краля). I tentokrát je libreto z pera Dniprovy Čajky. Hudba je složitější než u předchozích dětských oper. Byla napsána v roce 1892. Je bez mluveného slova a obsahuje typické operní útvary (árie, duety, sbory, tance). Na rozdíl od Drzé kozy a Pana Kockého má i rozsáhlejší předehru. Sólová čísla jsou autorské melodie, jen občas jsou užity lidové písně.
Operu-travestii pod názvem Aeneida (Енеїда) Lysenko vytvořil roku 1910. Za autora libreta (na motivy první části stejnojmenného eposu Ivana Kotljarevského) byl dlouho považován Mykola Sadovskyj. Pozdější výzkumy však prokázaly, že libreto sestavila Ljudmyla Mychajlivna Starycka-Černjachivska. V době vzniku však bylo libreto oficiálně vydáváno za dílo jejího otce Mychajla Staryckého, protože Staryckyj již v 90. letech 19. století získal cenzurní povolení na dramatizaci Aeneidy, a autoři se takto vyhnuli novému cenzurnímu řízení. Opera má mluvené dialogy a při svém uvedení byla označována jako opereta. Scény s bohy mají opět satirickou povahu, kritizují carské samoděržaví.
Poslední Lysenkovou operou bylo Nokturno (Ноктюрн). Vzniklo opět na libreto Ljudmyly Mychajlivny Starycké-Černjachivské, Lysenkovy neteře. Jednoaktová opera vznikla v roce 1912 a uvedena byla až po autorově smrti.

## Odkaz
- Charkovské národní akademické divadlo opery a baletu M. V. Lysenka
- Vyšší hudební institut M. Lysenka (Lvovská konzervatoř)